# ファウスト (グノー)

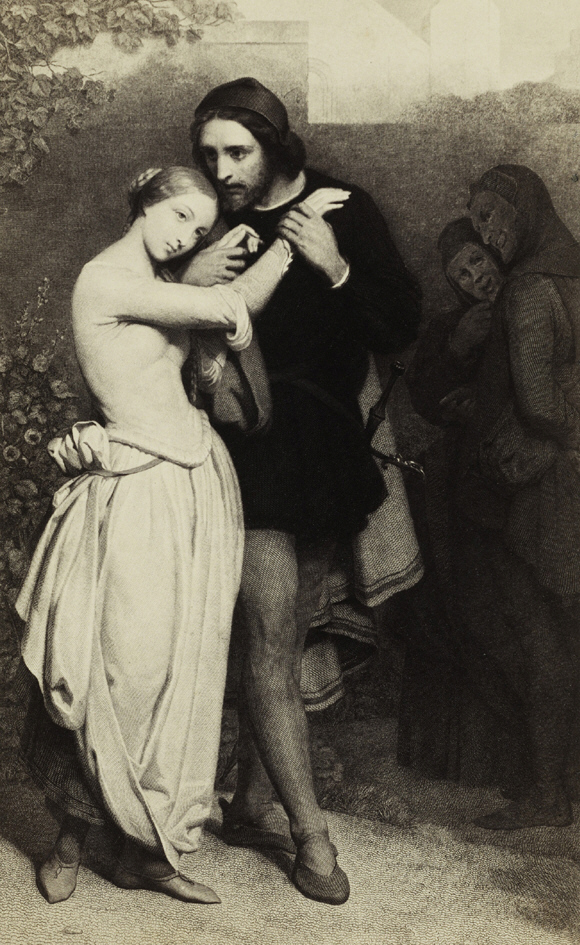
アリ・シェフェールによるファウストとマルグリート

『ファウスト』（フランス語:  Faust）は、シャルル・グノーが作曲した全5幕のオペラ。ドイツの文豪ゲーテの劇詩『ファウスト』を題材にしている。原作がドイツ語なのに対して、オペラはフランス語である（フランス語題名は『フォースト』）。初演は1859年3月19日に、パリのリリック座で行われた。「清らかな住まい」や「金の子牛の歌」、「宝石の歌」などをはじめとするアリア、第5幕で踊られるバレエ音楽は非常に有名で、単独で演奏会や録音で取り上げられる機会が多い。

## 作曲の経緯

### 構想から作曲に至るまで

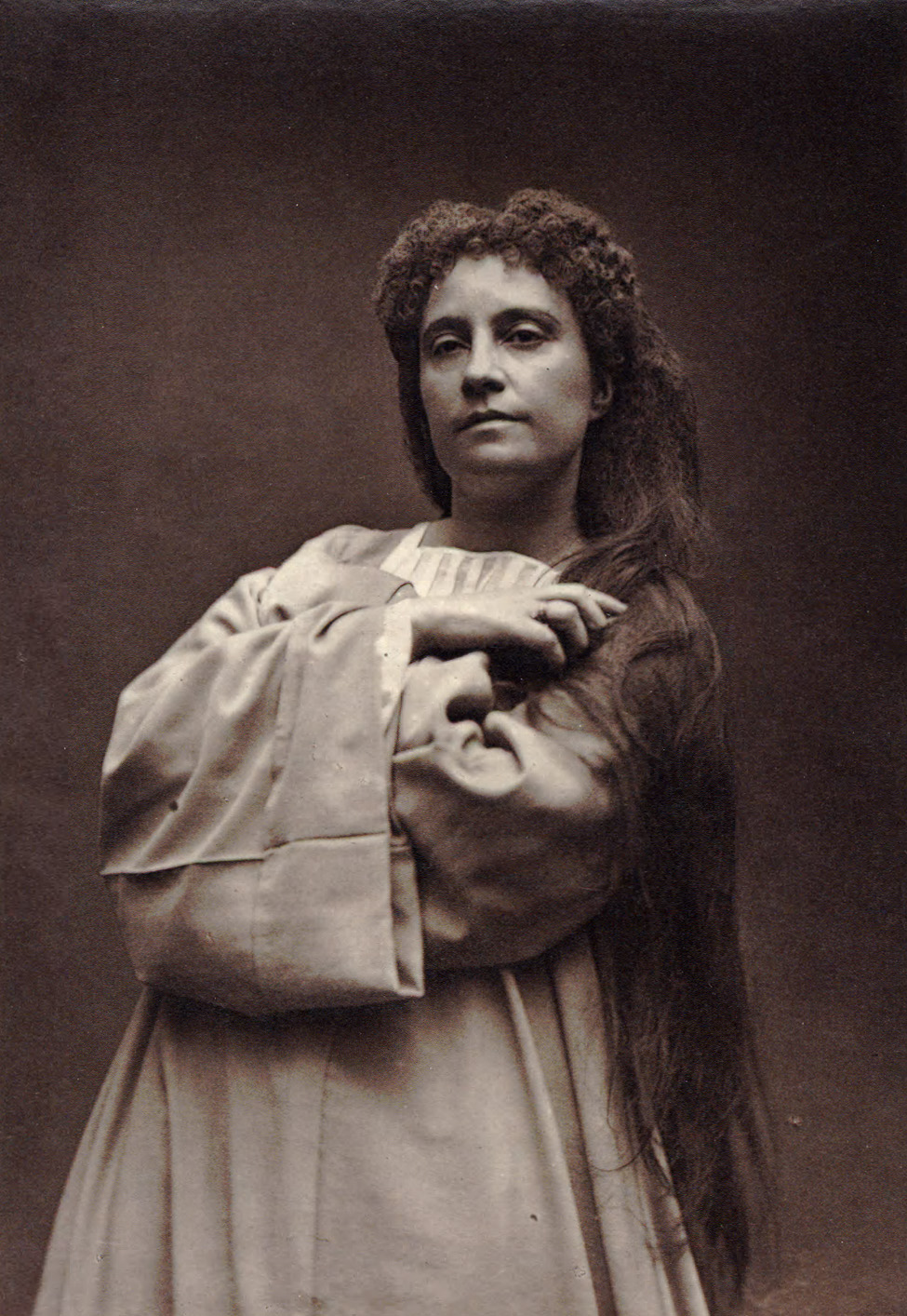
マルグリートを演じたミオラン・カルヴァロ

1839年にローマ賞を獲得したグノーは、ローマ留学中の1839年から1842年までの間に、ジェラール・ド・ネルヴァルによってフランス語に翻訳されたゲーテの『ファウスト』を愛読しており、その第一部をオペラ化にすることに興味を抱くようになる。実際にグノーは早くても1849年頃には、既に教会の場面における音楽の作曲を試みているが、この時点ではまだ構想の段階であったため、作曲は途中で中断することにし、本格的に作曲が始められるのは6年後の1855年になってからのことだった。1850年にギリシャの女流詩人を題材にした3幕のオペラ『サッフォー』（Sapho）でオペラ作曲家としてデビューを果たす。以降オペラの作曲に全力で注いだが、いずれも失敗に終わっている。

### 作曲から完成まで
オペラでの失敗が続いていた時に、リリック座の支配人のカルヴァロから作曲を勧められたことを契機として、1852年頃から作曲に着手する。また作曲と平行して1855年に台本作者のジュール・バルビエとミシェル・カレと知り合い、グノーは2人と共同して台本の制作にとりかかった。だがこの時期に、別の作曲家が同じ題材によるメロドラマ（音楽劇）を他の劇場で上演されたため、制作はやむなく一旦中断し、グノーはその代わりとしてモリエールの原作によるオペラ『いやいやながら医者にされ 』（Le Médecin malgré lui）を1858年に作曲するなど完成するまでに困難していることが窺える。先に上演されたメロドラマが失敗に終わった直後、再び意欲を燃やしたグノーは作曲の作業に戻り、1858年の秋（1859年の初頭とも）に全曲を一気に完成させた。なお、この時点では対話の部分に音楽が付かないオペラ・コミックとして完成する。

### 初演とその後

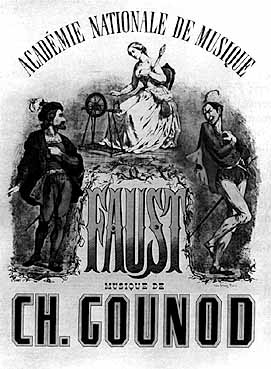
オペラ座上演時のポスター

1859年の初演当初は好評を博すことが出来ず失敗したが、上演されるたびに人気を高めていった。「リリック座で10年間に306回上演され、その後75年で2,000回以上、上演される大ヒット作となった」。ドイツやイタリアでも好評を博し、徐々に成功を収めていった。初演を見たベルリオーズは、「この作品が近い将来に必ず大成功する日が来るに違いない」と好意的に評価した。1868年3月のパリ・オペラ座における上演に際して、グノーは台詞を朗唱（レチタティーヴォ）に変更し、またグランド・オペラの伝統に従ってバレエ音楽を追加するなどの改訂を行い、現在上演される形となった。この上演ではジャン＝バティスト・フォルがメフィストフェレスを、クリスティーナ・ニルソンがマルグリートを演じた。イギリス初演は1863年6月11日にロンドンのハー・マジェスティーズ劇場で出演はティーティエンズ、トレベッリ、ジュリーニ、サントリー、ガシエらであった。1863年から1911年まで毎シーズン、コヴェントガーデンのロイヤル・オペラ・ハウスにて上演された。アメリカ初演は1863年11月17日にフィラデルフィアのアカデミー・オブ・ミュージックにて行われた。1883年10月22日にはニューヨーク・メトロポリタン歌劇場 の杮落しで上演された。出演はクリスティーナ・ニルソン、スカルキ、I・カンパニーニ、デル・プエンテ、ノヴァーラらであった。1894年11月24日には、東京音楽学校奏楽堂で開かれた赤十字慈善コンサートで第1幕が抜粋上演された。これが日本で初めてのオペラ公演と見做されて11月24日はオペラの日となっている。この公演でのファウスト役はイタリア大使館員ブラッチャリーニ、メフィストフェレス役はオーストリア＝ハンガリー帝国代理公使ハインリヒ・クーデンホーフであった。1965年にメトロポリタン歌劇場で、ジャン＝ルイ・バローによる新演出で上演された際は、かなりの好評を受けて迎えられた。

## リブレット

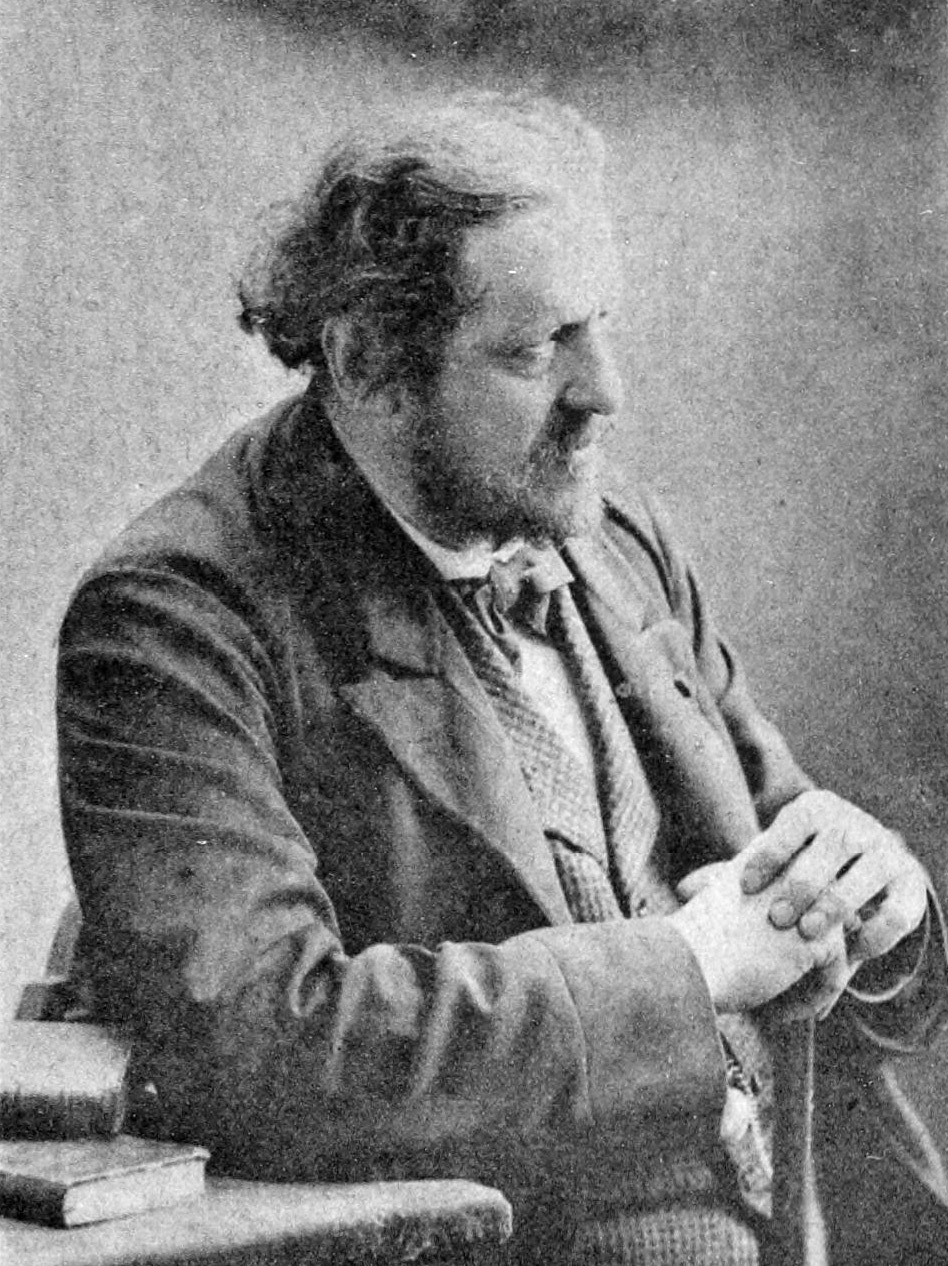
ジュール・バルビエ

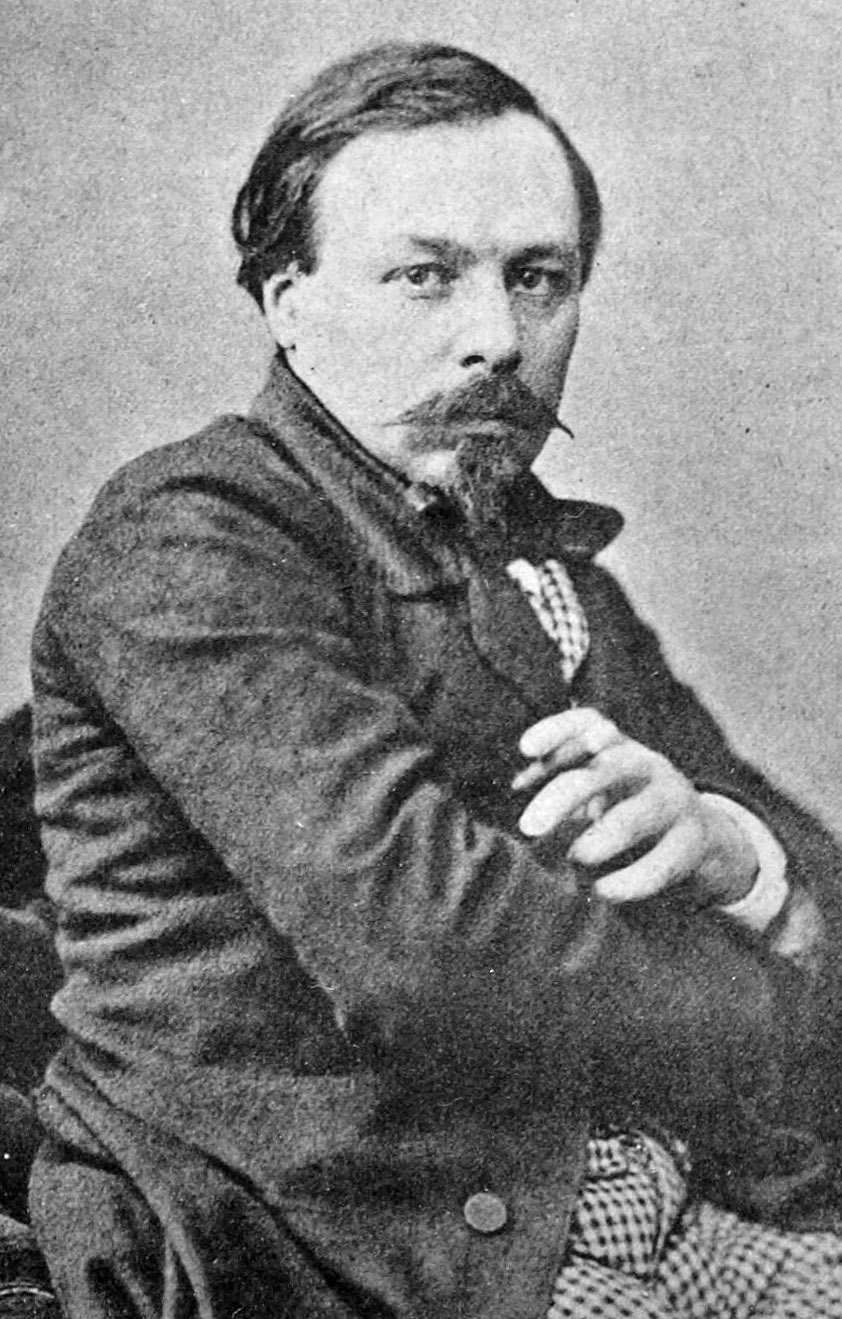
ミシェル・カレ

リブレットはゲーテの『ファウスト 第一部』のジェラール・ド・ネルヴァルによるフランス語訳及びミシェル・カレの『フォーストとマルグリート』を基にジュール・バルビエ（Jules Barbier）とミシェル・カレ（Michel Carré）によってフランス語で作成されている。『ラルース世界音楽事典』によれば本作は「時おりその巨大なモデルであるゲーテの『ファウスト』に押し潰されていると非難された。これは不当で無益な非難である。台本作者たちは承知の上でゲーテの作品の一部を選び、固有な色調の中で自由に処理したのであり、原典と競おうとしたのではなかった。この台本が幾つかの奇異な率直さを含んでいることは確かである。しかし、ありのままに受け入れてみると、この台本の登場人物たちは見事に描かれており、それによってグノーは新鮮で途切れることのない旋律の閃きをもち、生き生きとしたアンサンブルと独創的な和声の探求と興味深いオーケストレーションをもった、知的で詩的な、しばしば絵画的で時おりは味わい深いと言える音楽を作り出すことができたのであった」。

## 評価

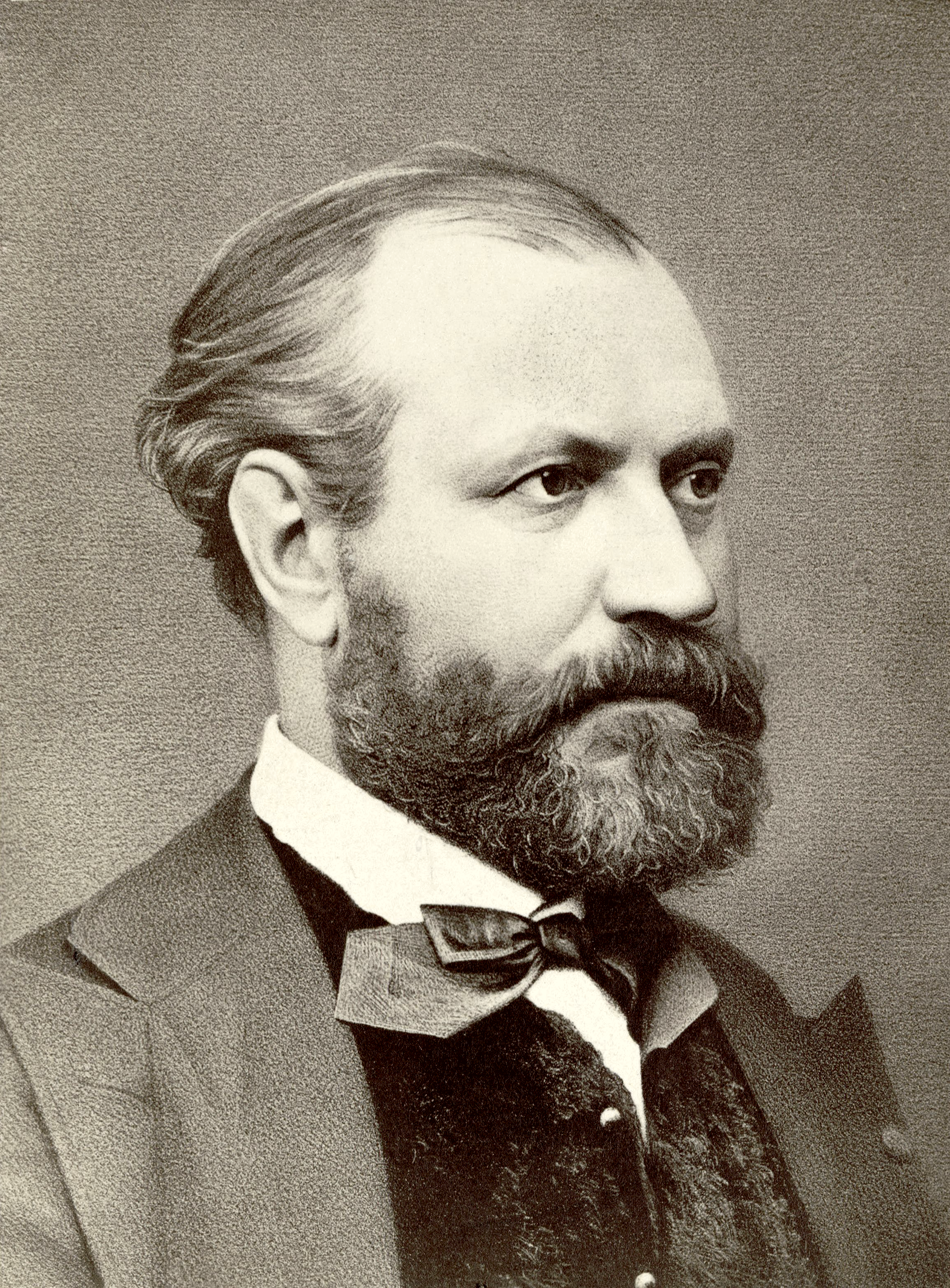
ナダール撮影のグノー

『新グローヴ オペラ事典』では本作は「ゲーテの戯曲が要求する形而上学的な意義が陳腐な感傷の犠牲になったと見なされる一方で、音楽様式は劇的な明暗に乏しく、単に優雅で時には甘ったるいと批判されてきた。その対極にあるのが、多くの場面に見られる優れた舞台上の効果である。－中略－教会の場面では古風なオルガンの前奏、典礼風のコラール及びゴシック様式の舞台装置といった非人間的な背景からマルグリートの孤立が浮かび上がる。さらに、メフィストフェレスの哄笑と共に、先に弱音で現れた旋律がオーケストラによってフォルティシモで、しかも断片的に演奏される第3幕幕切れはすこぶる印象的なので、ポンキエッリやチレアなどもこの方法を採用した。最後の昇天の場面は音楽的高揚へと至る壮大なクライマックスへと効果的である」と指摘している。『フランス・オペラの魅惑』の著者である澤田肇は本作では「第3幕での宝石や花占いの歌、第4幕での紡ぎ車の歌、第5幕での清らかな天使たちの歌などは繊細なうちに広がる歓喜、期待、悲しみ、高潔の情感の極致に達する。女性の愛と美を称揚する〈女性の音楽家〉という意味で、グノーはマスネと双璧をなすフランス・オペラの代表的作曲家と言えるのである」と述べている。『オペラ史』を著したD・J・グラウトは「グノーの劇音楽の代表作である『ファウスト』は歴史上かつてないポピュラーな作品になった。－中略－フランス以外の45カ国で24の異なる言語で上演されてきた。グノーと台本作者がゲーテの原作の第一部の恋愛部分だけに範囲を絞ったのも確かに賢明であった。－中略－ベルリオーズは彼にしては珍しくグノーの音楽を褒め、特にファウストのアリア「清らかなる君の住居」（Salut! demeure chaste et pure）と第3幕の愛の2重唱の結尾を褒め上げた。しかし、このスコアはほとんどひとつ残らず、どの番号も有名である」と述べている。

## 関連作品（ドイツ文学の影響）
ドイツを代表する文豪のゲーテであるが、ドイツ圏では目ぼしいオペラ化はなく、他の有名オペラであるアンブロワーズ・トマの『ミニョン』（原作『ヴィルヘルム・マイスターの修業時代』）やマスネの『ウェルテル』（原作『若きウェルテルの悩み』）もフランス・オペラである。イタリア語オペラではボーイトの『メフィストーフェレ』、ドイツ語オペラではブゾーニの『ファウスト博士』が、今日でも上演の機会がある。『ミニョン』は1866年初演、オッフェンバックの『ホフマン物語』は1881年初演で、『ヴェルテル』の初演は1892年。この時期のフランス・オペラはドイツ文学への関心が強かった。少し早い1829年にはシラーの原作によるロッシーニのフランス語オペラ『ギヨーム・テル』もパリ初演されている。他にベルリオーズの『ファウストの劫罰』（1846年初演）もしばしばオペラ形式で上演される。

## 登場人物
| 人物名                    | 声域         | 役                                                          | 初演時のキャスト 1859年3月19日 指揮：アドルフ・デロッフル |
| ------------------------- | ------------ | ----------------------------------------------------------- | --------------------------------------------------------- |
| ファウスト                | テノール     | 年老いた学者。 メフィストフェレスの力で若返る               | ジェセフ=テオドール=デジレ・バルボ                        |
| メフィストフェレス        | バス         | 悪魔。 ファウストと魂をもらう契約を結ぶ                     | エミール・バランケ                                        |
| マルグリート              | ソプラノ     | 村の若く美しい娘                                            | マリー=カロリーヌ=ミオラン・カルヴァロ                    |
| ヴァランタン              | バリトン     | マルグリートの兄。 兵士                                     | オズモンド・レイナル                                      |
| ジーベル                  | メゾソプラノ | 村の若者。 ヴァランティンの友人で、マルグリートに恋している | アメリー・フェーヴル                                      |
| マルト                    | メゾソプラノ | マルグリートの隣に住む女性、 マルグリートの保護者           | デュクロ                                                  |
| ヴァグネル （ワーグナー） | バリトン     | 学生。 ヴァランティンの友人                                 | シボ                                                      |

- 合唱：学生たち、兵士たち、村人たち、僧侶たち、若い娘たち、農夫たち、悪魔たち、魔女たち、既婚婦人たち、教会の聖歌隊員、天使たち、古代の王女・遊女たち、その他
- バレエ団：演出による。

## 楽器編成
- 木管楽器:フルート2、ピッコロ、オーボエ2、クラリネット2、イングリッシュ・ホルン2、ファゴット2
- 金管楽器:ホルン4、トランペット2、コルネット2、トロンボーン3
- 打楽器:ティンパニ、シンバル、トライアングル、小太鼓、大太鼓、タムタム
- その他:弦五部、ハープ、オルガン
- 舞台上（「兵士の合唱」の場面のみ）:ソプラノサクソルン、コルネット2、トランペット2、トロンボーン3、バスサクソルン、コントラバスサクソルン

## 演奏時間
全幕で約3時間10分。各幕では第1幕:30分、第2幕:30分、第3幕:50分、第4幕:45分、第5幕:35分。（ただし第5幕はバレエ『ワルプルギスの夜』を含める）
4幕1場、及びバレエ『ワルプルギスの夜』を省略して上演することも多い。

## あらすじ
時と場所:16世紀のドイツ

### 第1幕

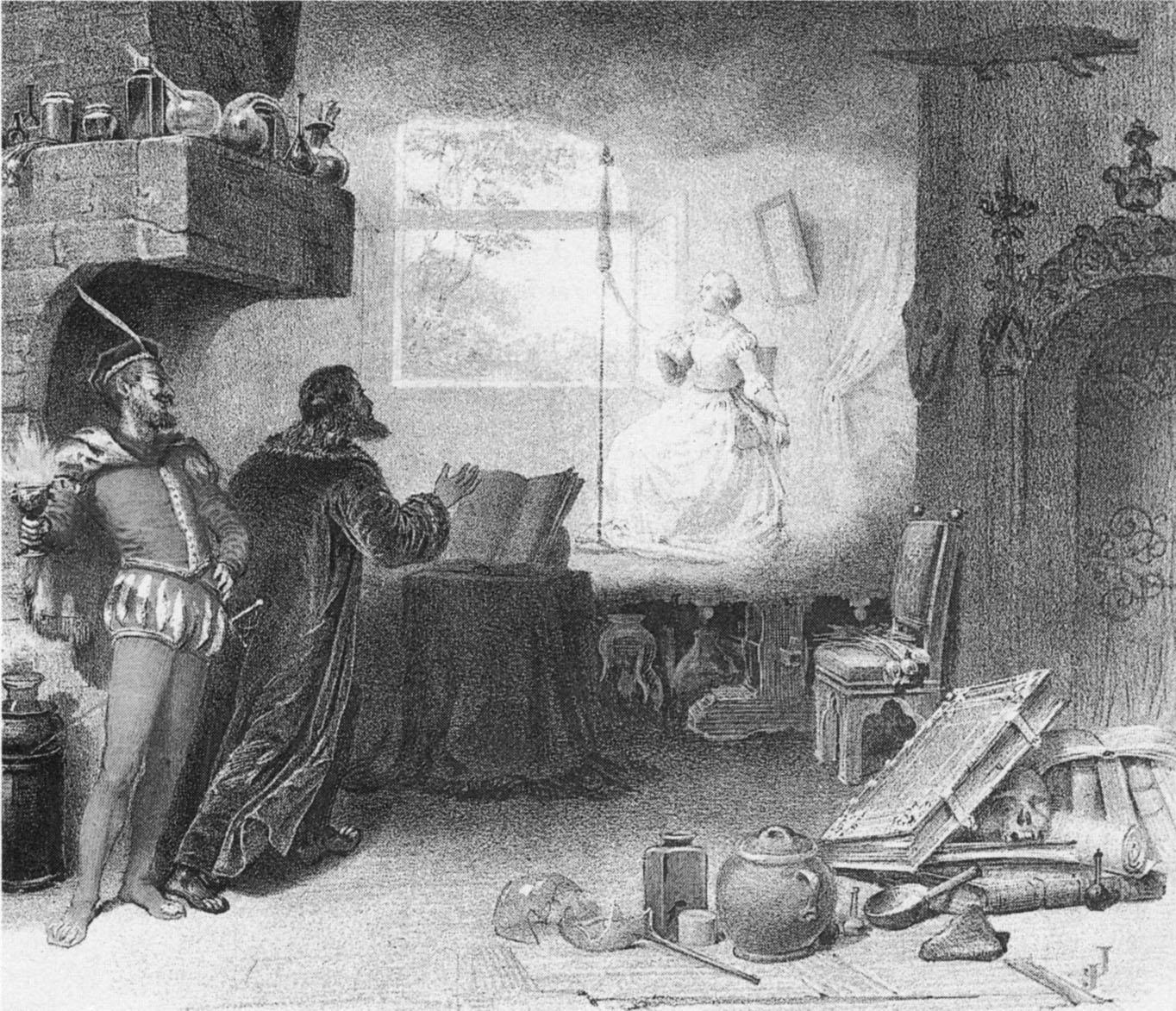
ファウストにマルグリートの幻影を見せるメフィストフェレス

管弦楽による短い前奏がファウストの苦悩を表す。半音階的テクスチュアが博士の博識を、また牧歌的な地方色に彩られた音楽が自然の純朴な喜びを表現している。老学者ファウストが自分の書斎で、人生をかけた自分の学問が無駄であったと嘆いている。空しい人生に終わりを告げるため、服毒自殺を図るが、外から楽しそうな少女たちの牧歌的な合唱が聞こえてくるので、2度思いとどまる。ファウストが人生の快楽を呪っていると、そこに悪魔メフィストフェレスが現れ、二重唱「私はここにおります」（Me voici !）となり、ファウストの望みは欲しいものは、金か名誉かと聞く。ファウストはカバレッタ「私に快楽を」（A moi les plaisirs !）を歌って青春を望む。その代償としてメフィストフェレスはファウストに死後の魂を渡すように言う。ファウストがためらっていると、メフィストフェレスは美しい娘マルグリートの幻影を見せる。ここでの旋律は後の庭の場面で歌われる二重唱を先取りしている。幻影に魅せられたファウストは死後の魂を渡すという契約書にサインする。若返りの薬を飲んで一瞬で若者になる。2人は二重唱で「私に快楽を」を初回より半音高く繰り返して幕となる。

### 第2幕
市と祭りで賑わう街の広場で、マルグリートと学生たち、兵士たち、若い娘たち、既婚女性たちがにぎやかに合唱している。最初は個別に歌われるが、やがてマイアベーア風に対位法でまとめられ、華やかに締めくくられる。今日は、マルグリートの兄ヴァランタンが出征する日、彼はマルグリートにもらった小さなメダルを手に持っている。ヴァランタンは妹を一人残して出征する悩みアリア「出征を前に」（Avant de quitter ces lieux）を歌い、ジーベルとワーグナーらにマルグリートを頼む。ワーグナーが「ねずみの歌」（Un rat plus poltron que brave）を歌ったところで、メフィストフェレスが入ってきて、この世はすべて金が第一だと「金の子牛の歌」（Le veau d'or est toujours debout !）を歌う。その後、メフィストフェレスはワーグナーやジーベルの手相を見ながら不吉な事を言うので、悪魔であることがばれてしまい退散する。一方でファウストはマルグリートに恋心を抱いて愛を告白するが、マルグリートに慎み深く断られる。悲劇のヒロインの登場はのどかなディヴェルティメントを背景とした短く控え目なものだが、それだけに一層強い印象を残す。

### 第3幕

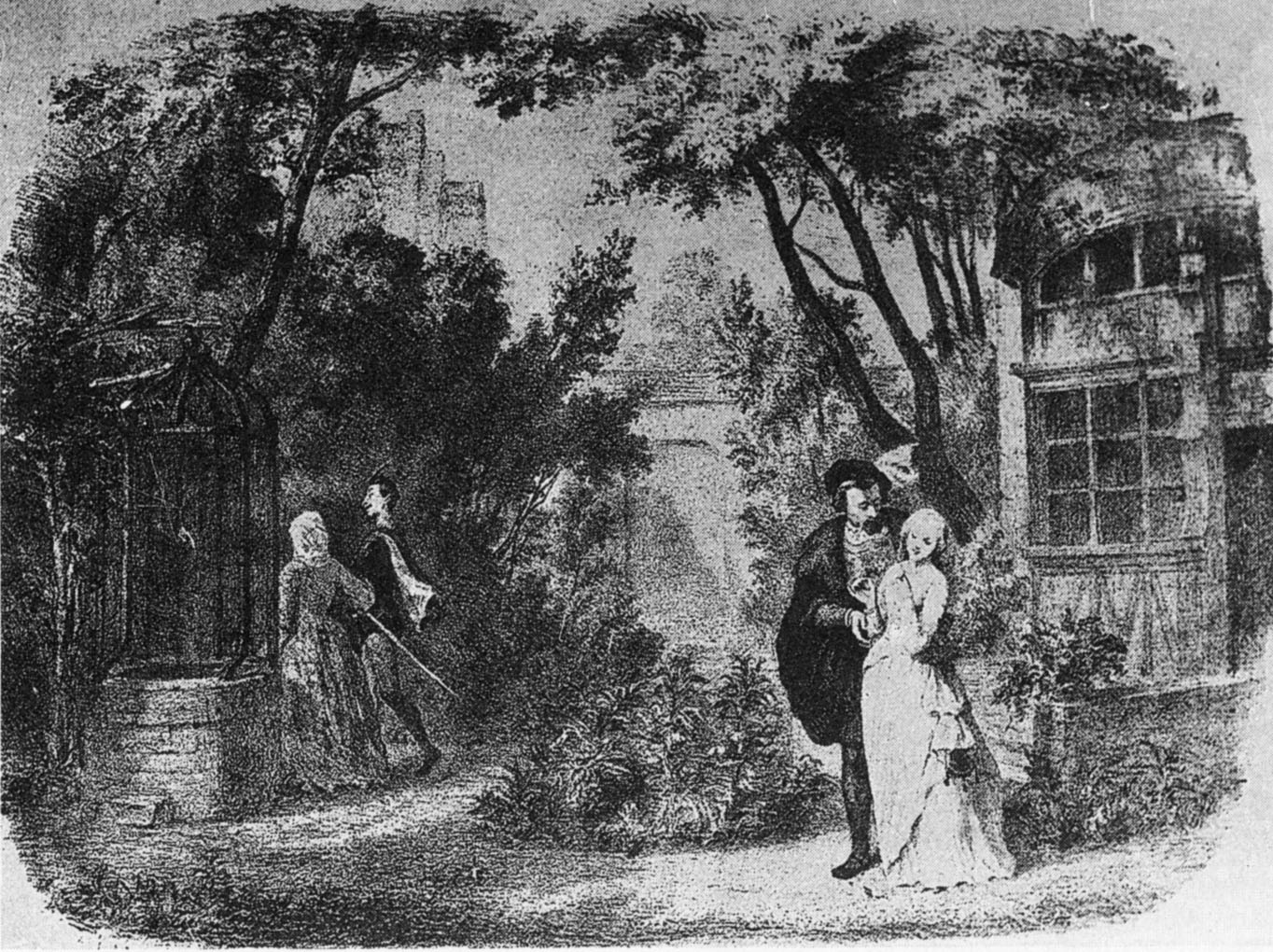
第3幕のマルグリートの庭、初演時のリトグラフ

村の若者ジーベルは恋するマルグリートのところに現れ「花の歌」（Faites-lui mes aveux）歌ってマルグリートに花を贈ろうとするが、メフィストフェレスの計略により、花はすぐに枯れてしまう。それでも何とか花輪を作り、それをマルグリートの家の玄関に置き、立ち去る。そこにファウストとメフィストフェレスが登場する。ファウストは彼女の幸福な暮らしぶりを見て感動しアリア「この清らかな住まい」（Salut ! demeure chaste et pure）を歌う。メフィストフェレスが用意した宝石入りの小箱を玄関に置いて2人は立ち去る。
マルグリートは祭の日に声をかけられたファウストのことを忘れられず、糸を紡ぎながらがバラード「トゥーレの王」（Il était un roi de Thulé）を歌いながら現れる。メフィストフェレスは扉の外にそっと宝石箱を置く。マルグリートは玄関に置かれた宝石を見つけ驚き、身に着けながらアリア「宝石の歌」（Air des bijoux）を憧れと伴に歌う。マルグリートの隣人のマルトが現れ、宝石について話しているときにファウストとメフィストフェレスが登場して四重唱「少しの間でも私の腕を取って」（Prenez mon bras un moment）となる。ファウストはマルグリートを、メフィストフェレスはマルトをそれぞれ口説く。マルグリートは頑なに愛の告白を拒むが、最終的にファウストの愛を受け入れる。

### 第4幕

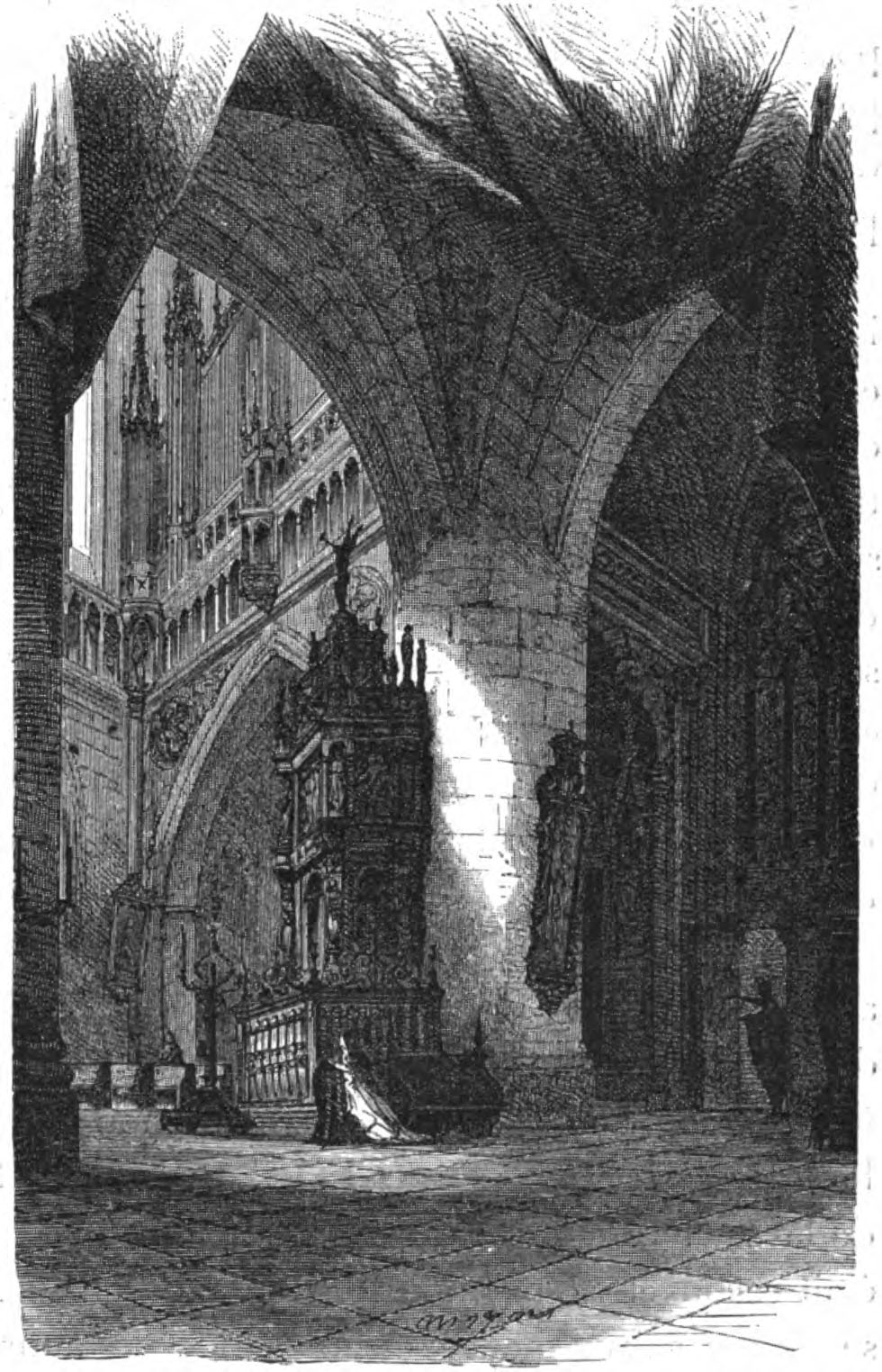
第4幕3場、カンボンによるデザイン

ファウストはマルグリートの元から去り、マルグリートは糸をつむぎながら来ぬ人を待っている。彼女はファウストにもてあそばれ彼の子供を身ごもっていたが、それでもなおファウストを忘れられず、彼は戻ってこない（Il ne revient pas）と「紡ぎ車の歌」を歌う。マルグリートが教会で祈るっていると、ジーベルがやってきてファウストへの復讐をはかる。しかし、マルグリートはこれを拒む。悪魔たちの合唱がマルグリートを包む。広場では兵士たちが「我らの父祖の不滅の栄誉」（Gloire immortelle）を合唱する。ヴァランタンが軍から帰ってきて、妹のマルグリートが騙され父無し児を生んだことを聞き、妹の変わり果てた姿を見て怒る。ファウストとメフィストフェレスが登場。マルグリートの家の前でファウストは後悔に苦悩するが、メフィストフェレスはセレナード「眠った振りをせずに」（Vous qui faites l'endormie）を歌い、不気味に笑う。ヴァランタンはファウストに決闘を挑む。しかし悪魔の力を借りたファウストに負け、死にかけたヴァランタンは、マルグリートに「呪われろ！」と激しい言葉を残し事切れる。

### 第5幕
ハルツの山中。ワルプルギスの夜。「鬼火の合唱」にのって、ファウストはメフィストフェレスに連れてこられ、ワルプルギスの酒池肉林の騒ぎの中にいる。次々に美女が現れ、踊る。ここでバレエの場面となる（省略されることもある）。しかし、ファウストはマルグリートを忘れられず、マルグリートの幻影を見る。ファウストがマルグリートのところへ戻ると、マルグリートは生まれた子供を殺した罪で牢獄の中にいた。再会したマルグリートとファウストは喜び、愛の二重唱「そう、私だ！愛している！」（Oui, c'est moi, je t'aime !）を歌う。しかし、マルグリートは気が狂っていた。ファウストとメフィストフェレスは牢から逃れさせようするが、マルグリートはついて行こうとしない。そこへメフィストフェレスが現れ、フィナーレの三重唱を展開となる。そのとき牢獄の壁が開いてマルグリートの魂が昇天してゆく。メフィストフェレスは大天使ミカエルの剣によって倒される。マルグリートが神に祈ると、天使たちの合唱「救われた！キリストはよみがえられた！」（Sauvée ! Christ est ressuscité !）が聞こえ、マルグリートは神の元に救済されていく。

## 有名な楽曲

### バレエ音楽

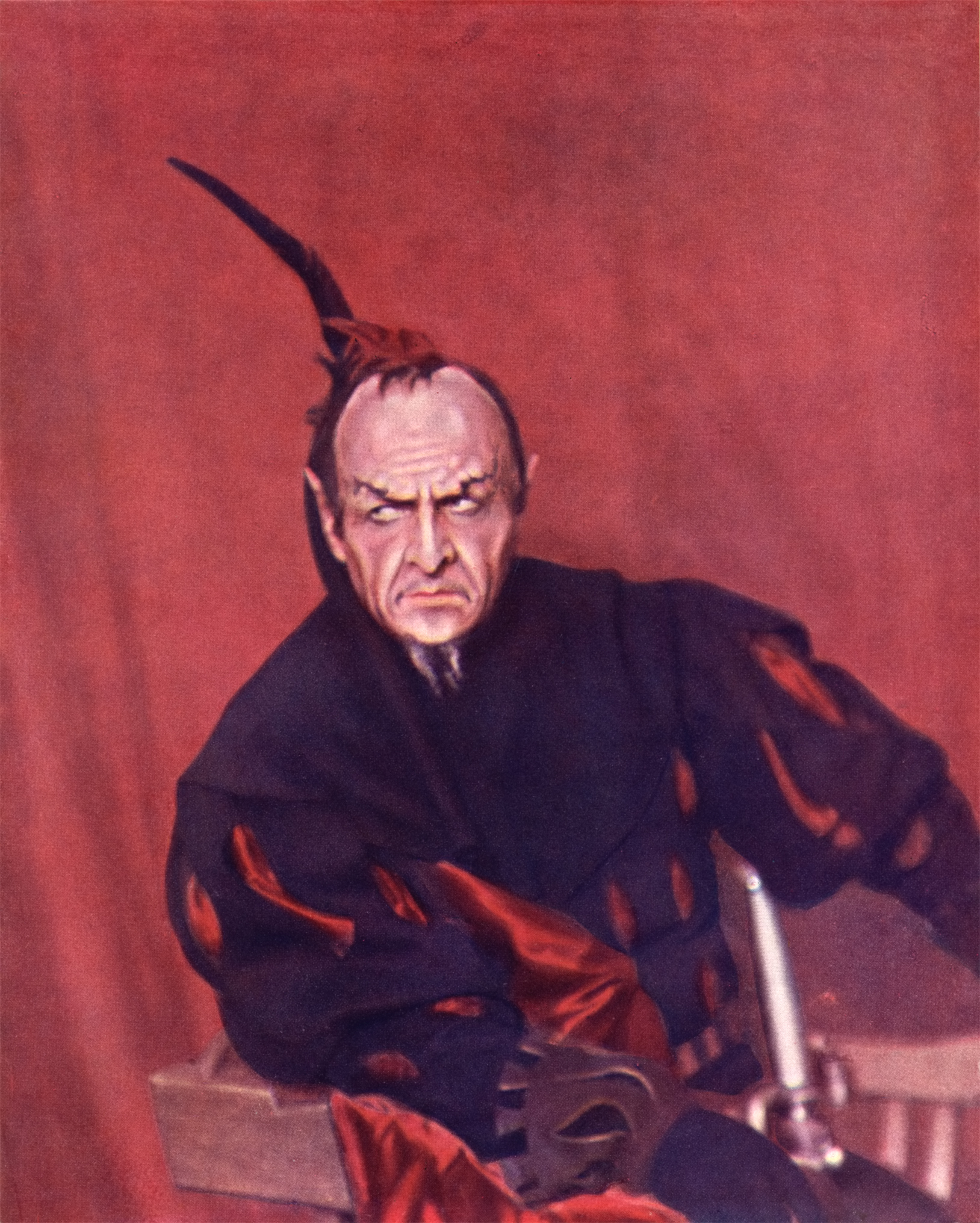
メフィストフェレスを演じるシャリアピン（1915年）

現在広く知られているバレエ音楽は、1869年のオペラ座での上演に際し、当時のフランス・オペラの慣例に従って第5幕に追加されたものである。7つの部分で構成され、各曲は切れ目なしで演奏される。
- 第1曲 ヌビアの踊り
- 第2曲 クレオパトラと黄金の杯
- 第3曲 ヌビア奴隷の踊り
- 第4曲 クレオパトラとその奴隷たちの踊り
- 第5曲 トロイの娘の踊り
- 第6曲 鏡の踊り
- 第7曲 フリネの踊り

全曲の演奏時間は約16分から約20分。

### ファウストのワルツ
アリアやバレエ音楽とともに広く知られるこのワルツは、第2幕の終結部において、ファウストがマルグリートに近づこうとする場面で演奏される音楽である。単独でもしばしば演奏される。演奏時間は約5分。ピアノ、ヴァイオリン、合唱曲にも編曲されており、ピアノ独奏版はランゲ編曲やリスト編曲などが存在する。

## 主な全曲録音・録画（原語）
| 年   | 配役 ファウスト マルグリート メフィストフェレ ヴァランタン                                                  | 指揮者 管弦楽団 合唱団 | レーベル                                                          |
| ---- | --- | --- | ----------------------------------------------------------------- |
| 1930 | セザール・ヴェッツァーニ ミレイユ・ベルトン マルセル・ジュールネ ルイ・ミュジー                             | アンリ・ビュッセル パリ・オペラ座管弦楽団 パリ・オペラ座合唱団 | CD: Malibran （オリジナル：フランスHMV） ASIN: B00000IFNE         |
| 1948 | ジョルジュ・ノレ ジェオリ・ブーエ ロジェ・リコ ロジェ・ブールダン                                           | トーマス・ビーチャム ロイヤル・フィルハーモニー管弦楽団 ロイヤル・フィル合唱団 | CD: Naxos Historical （オリジナル：HMV＝EMI） ASIN: B00005L9YU    |
| 1951 | ユージン・コンリー エレノア・スティーバー チェーザレ・シエピ フランク・グァレーラ                           | ファウスト・クレヴァ メトロポリタン歌劇場管弦楽団 メトロポリタン歌劇場合唱団 | CD: Preiser Records （オリジナル：米コロムビア） ASIN: B000069KJN |
| 1953 | ニコライ・ゲッダ ビクトリア・デ・ロス・アンヘレス ボリス・クリストフ ジャン・ボルティル                     | アンドレ・クリュイタンス パリ・オペラ座管弦楽団 パリ・オペラ座合唱団 | CD: Malibran （オリジナル：HMV＝EMI） ASIN: B00WZLSWFC            |
| 1958 | ニコライ・ゲッダ ビクトリア・デ・ロス・アンヘレス ボリス・クリストフ エルネスト・ブラン                     | アンドレ・クリュイタンス パリ・オペラ座管弦楽団 パリ・オペラ座合唱団 | CD: Warner Classics ASIN: B007SAP7RG                              |
| 1966 | フランコ・コレッリ ジョーン・サザーランド ニコライ・ギャウロフ ロベール・マッサール                         | リチャード・ボニング ロンドン交響楽団 アンブロジアン・オペラ・コーラス | CD: DECCA ASIN: B00006LJ96                                        |
| 1973 | アルフレード・クラウス レナータ・スコット ニコライ・ギャウロフ ロレンツォ・サッコマーニ                     | ポール・エチュアン NHK交響楽団 日本プロ合唱団連合 演出:ジャン・ルイ・バロー原演出により アントネッロ・マダウディアツ                                                                              | DVD: キングレコード ASIN: B0000V4N1G 第7回NHKイタリア歌劇団公演   |
| 1975 | ニコライ・ゲッダ ミレッラ・フレーニ ロジェ・ソワイエ トム・クラウゼ                                         | チャールズ・マッケラス パリ・オペラ座管弦楽団 パリ・オペラ座合唱団 演出:ホルヘ・ラヴェルリ | DVD: ニホンモニター ドリームライフ ASIN: B0002TY48S               |
| 1976 | ジャコモ・アラガル モンセラート・カバリェ ポール・プリシュカ フィリップ・フッテンロッハー                   | アラン・ロンバール ストラスブール・フィルハーモニー管弦楽団 ラン歌劇場合唱団 | CD: Erato ASIN: B000005E7U                                        |
| 1977 | ホセ・カレーラス カーティア・リッチャレッリ ロバート・ロイド ベルント・ウェイクル                           | ヘルベルト・フォン・カラヤン ベルリン・フィルハーモニー管弦楽団 ウィーン国立歌劇場合唱団 | CD: DEUTSCHE GRAMMOPHON ASIN: B00005Y2J                           |
| 1979 | プラシド・ドミンゴ ミレッラ・フレーニ ニコライ・ギャウロフ トーマス・アレン                                 | ジョルジュ・プレートル パリ・オペラ座管弦楽団 パリ・オペラ座合唱団 | CD: EMI ASIN: B000026CYL                                          |
| 1986 | フランシスコ・アライサ キリ・テ・カナワ エフゲニー・ネステレンコ アンドレアス・シュミット                   | コリン・デイヴィス バイエルン放送交響楽団 バイエルン放送合唱団 | CD: DECCA ASIN: B000GYHZ76                                        |
| 1989 | アルベルト・クピド ロザリンド・プラウライト サイモン・エステス フアン・ポンス                               | 小澤征爾 フランス国立管弦楽団 フランス放送合唱団 | CD: DEUTSCHE GRAMMOPHON ASIN: B001GYJZ72                          |
| 1992 | リチャード・リーチ シェリル・ステューダー ジョゼ・ヴァン・ダム トーマス・ハンプソン                         | ミシェル・プラッソン トゥールーズ・キャピトル国立管弦楽団 トゥールーズ・キャピトル劇場合唱団 フランス陸軍合唱団                                                                                   | CD: EMI ASIN: B002N4DZ1C                                          |
| 1993 | ジェリー・ハドリー チェチーリア・ガスディア サミュエル・レイミー アレクサンドル・アガケ                     | カルロ・リッツィ ウェールズ・ナショナル・オペラ管弦楽団 ウェールズ・ナショナル・オペラ合唱団 | CD: Teldec ASIN: B000000SJH                                       |
| 2009 | ピョートル・ベチャワ ソイレ・イソコスキ ヨン・グァンチョル アドリアン・エレート                             | ベルトラン・ド・ビリー ウィーン国立歌劇場管弦楽団 ウィーン国立歌劇場合唱団 | CD: Orfeo D'Or ASIN: B003TOZ6LM                                   |
| 2009 | ロベルト・アラーニャ アンジェラ・ゲオルギュー ブリン・ターフェル サイモン・キーンリーサイド                 | アントニオ・パッパーノ ロイヤル・オペラ・ハウス管弦楽団 ロイヤル・オペラ・ハウス合唱団 演出：デイビット・マクヴィカー 振付：アントナエタ・アレクシエワ                                            | DVD: EMI ASIN: B003Y58CKI                                         |
| 2011 | ヨナス・カウフマン マリーナ・ポプラフスカヤ ルネ・パーペ ラッセル・ブラウン                                 | ヤニック・ネゼ＝セガン メトロポリタン歌劇場管弦楽団 メトロポリタン歌劇場合唱団 演出：デス・マッカナフ                                                                                             | DVD: DECCA ASIN: B00DPMFE6U                                       |
| 2015 | チャールズ・カストロノーヴォ イリーナ・ルング イルダール・アブドラザコフ ワシリー・ラデュク                 | ジャナンドレア・ノセダ トリノ王立歌劇場管弦楽団 トリノ王立歌劇場合唱団 演出、装置、衣装、照明:ステファノ・ポーダ                                                                                  | DVD: キングインターナショナル ASIN: B01B2W7SEU                    |
| 2016 | ピョートル・ベチャワ マリア・アグレスタ イルダール・アブドラザコフ アレクセイ・マルコフ                     | アレホ・ペレス ウィーン・フィルハーモニー管弦楽団 ウィーン・フィルハーモニア合唱団 演出＆衣装：ラインハルト・フォン・デア・タンネン 振付：ジョルジオ・マディア 2016年のザルツブルク音楽祭での上演 | DVD: EuroArts ASIN: B071ZSBC1V                                    |
| 2016 | アリヤシュ・フラシン マルユッカ・テッポネン カルロ・コロンバーラ ルチオ・ガッロ                             | ヴィッレ・マトヴェイェフ リエカ・クロアチア国立歌劇場管弦楽団 同合唱団 1864年ロンドン版 | CD: Naxos ASIN: B071ZSBC1V                                        |
| 2018 | バンジャマン・ベルナイム ヴェロニク・ジャンス アンドリュー・フォスター=ウィリアムス ジャン=セバスチャン・ブ | クリストフ・ルセ レ・タラン・リリク フランダース放送合唱団 1859年 4幕のオペラ・コミック版 | CD: Bru Zane ASIN: 8409126346                                     |
| 2019 | マイケル・ファビアーノ イリーナ・ルング アーウィン・シュロット ステファーヌ・デグー                         | ダン・エッティンガー ロイヤル・オペラ・ハウス管弦楽団 ロイヤル・オペラ・ハウス合唱団 演出：デイビット・マクヴィカー                                                                               | DVD: Opus Arte ASIN: B08VBH5NXL                                   |